# Traforo ferroviario del Colle di Tenda
Il traforo ferroviario del Colle di Tenda (8099 m) è la più lunga galleria della linea ferroviaria Cuneo-Ventimiglia/Nizza. Corre sotto al Colle di Tenda, da cui prende il nome, con percorso rettilineo e parallelo a quello del tunnel stradale, situato ad una quota di circa 300 m superiore.

Pur essendo su una linea a binario unico, la galleria fu prevista con la sagoma per il doppio binario per migliorare lo smaltimento del fumo delle locomotive a vapore, che sarebbe stato problematico data la sua lunghezza.

Nota in ambito ferroviario come galleria «Tenda», rimase interamente in territorio italiano fino al 15 settembre 1947. Dal giorno successivo, quando l'alta valle Roja venne scorporata dalla provincia di Cuneo diventando territorio francese in forza del trattato di pace con la Francia, fu attraversata dalla frontiera italo-francese e abbandonata in attesa della ricostruzione della linea oltreconfine. 
Dopo trentadue anni di inattività pressoché totale, fu riaperta all'esercizio ferroviario il 6 ottobre 1979, giorno dell'inaugurazione della Cuneo-Ventimiglia ricostruita.

## Storia

### La costruzione
L'appalto del tronco di 10,5 km tra le stazioni di Limone Piemonte e Vievola, che comprendeva la galleria "Tenda", fu vinto dall'impresa Fratelli Vaccari di Valenza, che aprirono i cantieri agli imbocchi nord e sud nel gennaio del 1890.
I lavori procedettero regolarmente fino alla fine del settembre 1893, quando i minatori incontrarono a 1,625 m dall'imbocco sud una poltiglia melmosa giallastra semiliquida frammista a grossi massi, che fuoriusciva invadendo gli scavi già eseguiti e mettendo in pericolo le maestranze. Poco più di un mese dopo le perforatrici in azione a 2,649 m dall'imbocco nord incontrarono grosse vene d'acqua dalle quali schizzavano getti violentissimi, alcuni dei quali di oltre 100 litri al secondo. In entrambi i casi i lavori erano praticamente fermi: nel settore sud si avanzò di circa venti metri in otto mesi, quindi fu necessario fermarsi perché le inarrestabili invasioni limacciose di quella che fu definita «lava fredda» avevano provocato il cedimento e lo sprofondamento dell'armatura della galleria. 
Il tentativo di superare la faglia melmosa con due cunicoli laterali che avrebbero dovuto, nelle intenzioni, drenare l'acqua asciugando la faglia, culminarono il 15 ottobre 1894 con l'irruzione del limo all'interno della galleria per 56 metri, preceduta da violenti boati e scariche di acque torbide. Contemporaneamente si creò un avvallamento a imbuto del diametro di 9 metri nell'alveo del Roja, quasi sulla verticale della galleria. 
Viste le insormontabili difficoltà, il 1º dicembre 1894 lo Stato subentrò all'impresa Vaccari con il genio civile di Cuneo, che si avvalse dell'esperienza dell'ingegner Raffaello Girard fatto venire in gran fretta dal genio civile di Teramo. Girard, impiegando originali soluzioni, riuscì a superare la frana, lunga appena 43 m, con sedici mesi di lavoro e il 31 marzo 1896 lo Stato restituì alla Vaccari il settore sud dopo un'interruzione durata in totale due anni e mezzo. Sul lato nord l'inconveniente fu risolto più in fretta direttamente dall'impresa, che incanalò l'acqua portandola all'esterno.
Il 15 febbraio 1898 alle ore 13 una carica di esplosivo piazzata sul lato nord dello scavo fece crollare l'ultimo diaframma della galleria, mettendo definitivamente fine all'incubo della «lava fredda» e dei getti d'acqua. Per celebrare l'avvenimento l'impresa Vaccari organizzò per il 17 luglio 1898 una grande festa a Vievola, che assunse quasi il carattere di un'inaugurazione per la presenza del sottosegretario ai lavori pubblici Chiapusso e di molti senatori e deputati piemontesi, oltre a sindaci, tecnici, giornalisti e a una nutrita rappresentanza nizzarda. La galleria fu però terminata solo nei mesi successivi e si dovette attendere fino al 1º ottobre 1900 per l'apertura del tronco Limone-Vievola.
La galleria fu equipaggiata con la linea di contatto bifilare in occasione dell'elettrificazione in corrente alternata trifase a 3,6 kV-16⅔ Hz della Cuneo Gesso-San Dalmazzo di Tenda, che venne esercita a trazione elettrica a partire dal 15 maggio 1931.

### La distruzione bellica e la ricostruzione
Tra il 15 e il 26 aprile 1945 le truppe tedesche in ritirata dalla valle Roja verso nord distrussero sistematicamente gallerie e viadotti, lasciando la devastazione alle loro spalle. Le due gallerie del colle di Tenda, quella ferroviaria e quella stradale, non furono risparmiate, ma la prima uscì meno malconcia: furono infatti fatti saltare entrambi gli imbocchi ma fortunatamente non scoppiarono i circa duecento proiettili di artiglieria accatastati all'interno. L'esplosione spaccò inoltre la condotta dell'acqua sorgiva, causa di tanti problemi per l'impresa Vaccari nel 1894, che invase nuovamente una parte del tunnel.
La galleria ferroviaria fu riparata e il 30 novembre 1945 venne aperta a automobili e autocarri che, in attesa del ripristino di quella stradale, completata solo alla fine del luglio 1946, erano costretti a transitare con due ruote sulle traversine. Non sarebbe comunque stato possibile farvi circolare i treni, che erano costretti a fermarsi a Vernante per la distruzione del viadotto «Rivoira». Completata la ricostruzione di quest'ultimo, sistemato il binario e reinstallato la linea di contatto all'interno della galleria, i treni raggiunsero nuovamente Vievola il 22 dicembre 1946.

### L'alta Roja francese
Il 10 febbraio 1947 l'ambasciatore d'Italia a Parigi Antonio Meli Lupi di Soragna firmò il trattato di pace che prevedeva la cessione di Tenda e Briga Marittima alla Francia. In forza di questo trattato, alle ore 22 del 15 settembre 1947 il tricolore italiano fu ammainato dalle caserme e dagli uffici pubblici dei suddetti comuni, che vennero scorporati dalla provincia di Cuneo divenendo francesi. 
Il primo treno del mattino successivo fu l'ultimo a raggiungere Vievola per prelevare i ferrovieri in servizio in stazione. A partire da quella mattina tutti i treni si fermarono a Limone Piemonte e la galleria «Tenda» fu abbandonata.
La galleria del Colle di Tenda venne ancora utilizzata per il trasporto di legname via ferrovia tra il 1949 e il 1958 e per un servizio navetta per il trasporto delle automobili nei mesi invernali tra il marzo 1964 e il febbraio 1965, poi il transito ferroviario cessò totalmente fino alla riapertura della Cuneo-Ventimiglia nell'ottobre 1979. 

Nel 1958, dopo il termine del servizio di trasporto del legname, l'imbocco nord della galleria fu chiuso da una porta metallica per impedire l'ingresso in Italia di clandestini.
Nel marzo del 1974, in occasione della conversione del sistema di trazione della Cuneo-Limone Piemonte da corrente alternata trifase a 3,6 kV 16⅔ Hz a corrente continua a 3 kV, la linea aerea di contatto presente in galleria venne adattata a quest'ultimo sistema, che fu esteso ad alcuni binari della stazione di Vievola, senza però essere utilizzato.

### La riapertura
La data di inizio dei lavori di ripristino del tratto in territorio francese della Cuneo-Ventimiglia, distrutto alla fine della seconda guerra mondiale, venne fissata per il 1º febbraio 1976. La galleria «Tenda» era già stata riparata nel 1946, ma come gran parte delle gallerie esistenti sul tratto piemontese era soggetta, a causa delle caratteristiche idro-geologiche dei terreni attraversati, a stillicidi che avevano provocato nel tempo un notevole degrado di alcune zone del rivestimento in muratura. Dopo lo smontaggio della linea aerea di contatto si procedette quindi a estese impermeabilizzazioni del rivestimento e all'esecuzione di drenaggi con scarico delle acque nelle esistenti canalette. Sulla parte finale del tratto francese fu necessario eseguire il rivestimento completo di una zona deformata e molto umida di 150 m di lunghezza.
La mancanza di significativi interventi di manutenzione sul binario, inutilizzato dal febbraio 1965, rendeva inoltre necessario il suo completo rinnovo. Dopo aver rimesso in ordine il tratto di loro competenza da Limone fino al confine di stato, le FS furono in grado di trasportare il materiale necessario alla SNCF per fare altrettanto. Il primo treno a percorrere la galleria, dopo oltre tredici anni dall'ultima navetta Limone-Vievola, fu dunque un convoglio di carri carichi di traverse e rotaie che il 20 luglio 1978 venne spinto oltre confine da una locomotiva diesel FS D.345 che procedeva a passo d'uomo sul vecchio binario. La manovra si ripeté diverse volte nei giorni successivi, fino a quando la SNCF fu in grado di allestire sul piazzale di Vievola il cantiere per la preparazione del binario per l'armamento della linea ricostruita. Revisionato il binario anche sulla parte francese della galleria, FS e SNCF fissarono per le ore 10 del 17 agosto 1978 la riapertura ufficiale della tratta Limone Piemonte-Vievola e da quel momento i treni materiali smisero di essere movimenti di manovra e cominciarono a circolare secondo orario senza più limitazioni di velocità.
L'armamento col binario definitivo della parte francese della galleria avvenne dopo la posa del binario sull'intera tratta francese della linea, che raggiunse il confine sud alla fine di febbraio 1979.
La galleria «Tenda» ritornò in esercizio commerciale il 6 ottobre 1979.